# Línea 11 (Santa Fe)
Línea 11 es una línea de transporte urbano de pasajeros de la ciudad de Santa Fe, Argentina. El servicio está actualmente operado por la empresa Recreo S.R.L..

## Recorridos

### 11
Servicio diurno y nocturno.

Recorrido: Malaver - San José - LaSalle - Peñaloza - 2° Pje - Europa - Lassalle - Azopardo - Espinoza - Europa - M.D.de Andino - Aguado - Malvinas - Pje.Braille - Chaco - Pje. Público - Misiones - Europa - Callejón Aguirre - Peñaloza - French - Juan Díaz de Solís - Gorriti - Fdo. Zuviría - Obispo Boneo - San Jerónimo - Castelli - A. del Valle - M. Comas - San Jerónimo - 3 de Febrero - 9 de Julio - Mendoza - Rivadavia - P. Vittori - J. del Campillo - Av. A.do. Zuviría - Gorriti - Peñaloza - Callejón Aguirre - Europa - Misiones - Pje. Público - Chaco - Pje. Braille - Malvinas - Aguado - Doldán - Europa - Espinoza - Azopardo - LaSalle - Europa - 2° Pje. - Peñaloza - Lasalle - San José - Malaver.

### Combinaciones
Con la Línea 10 al sur y al norte, en A. del Valle y Castelli; con la Línea 18 al sur, en Av. Peñaloza y French; con la Línea 18 desde el sur, en Gorriti y Peñaloza.